# تيرافوجيا ترانزيشن

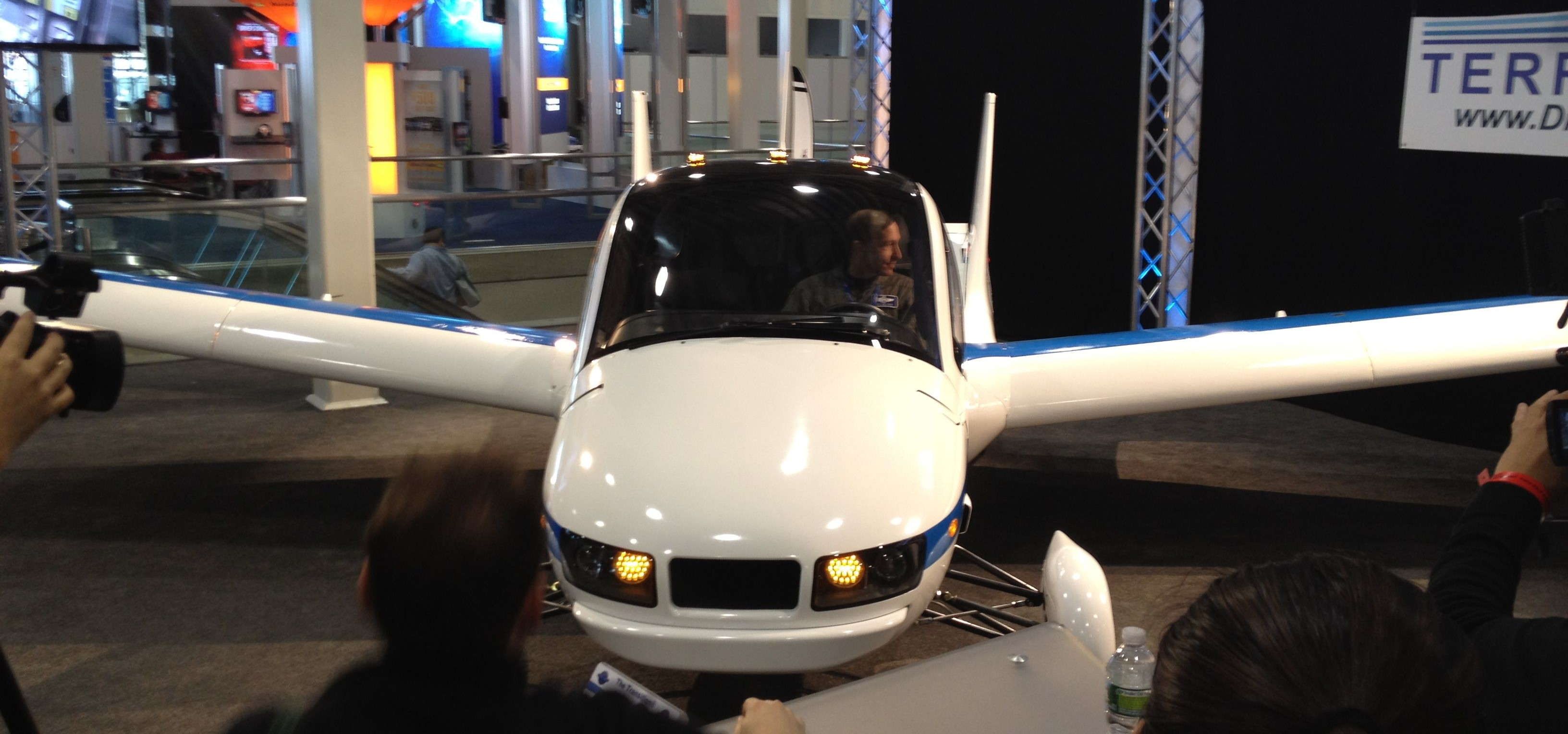
السيارة الطائرة تيرافوجيا ترانزيشن في وضعية الطيران

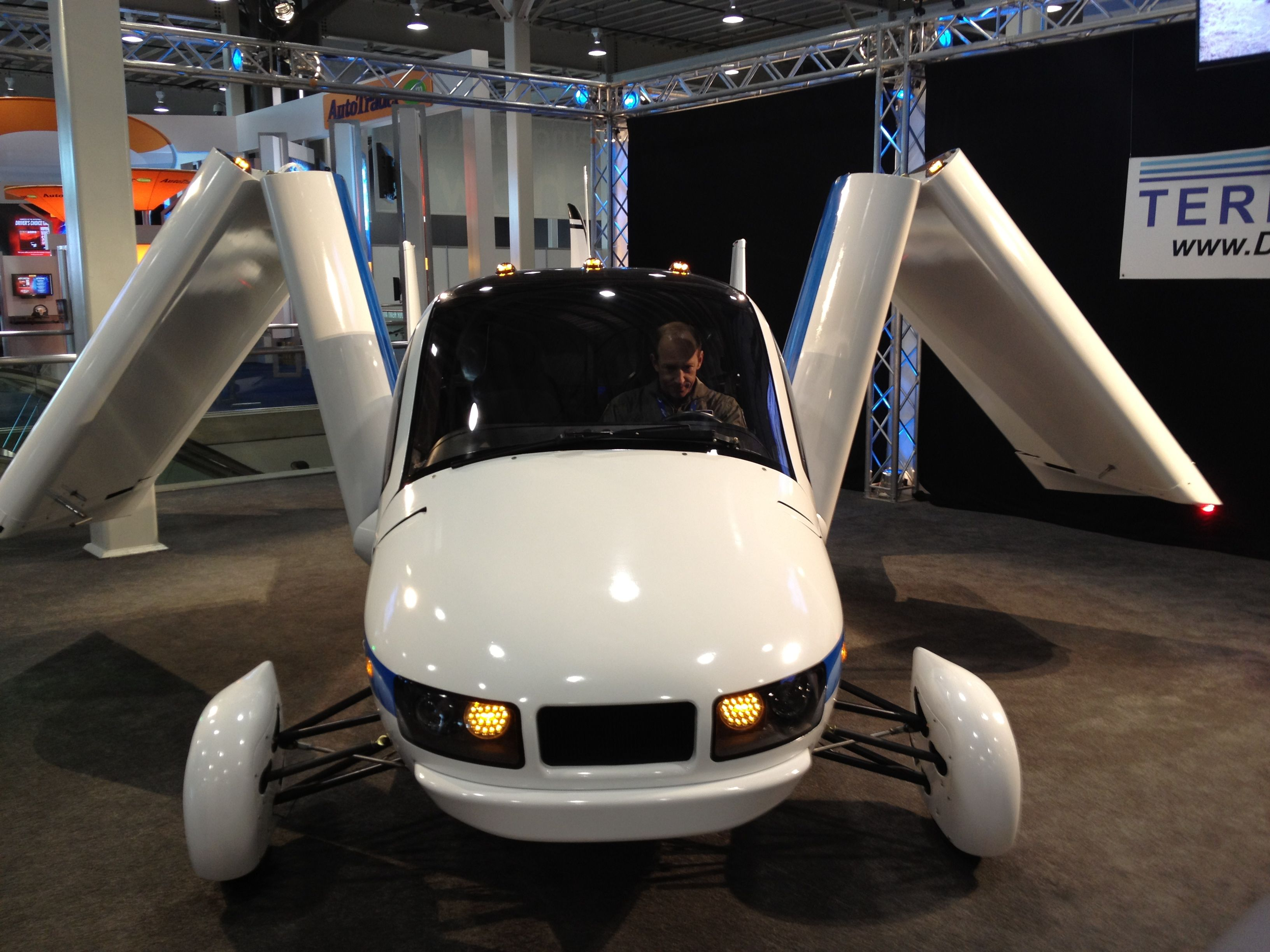
السيارة الطائرة تيرافوجيا ترانزيشن تفتح الجناحين و هذا يتطلب فقط 30 ثانية.

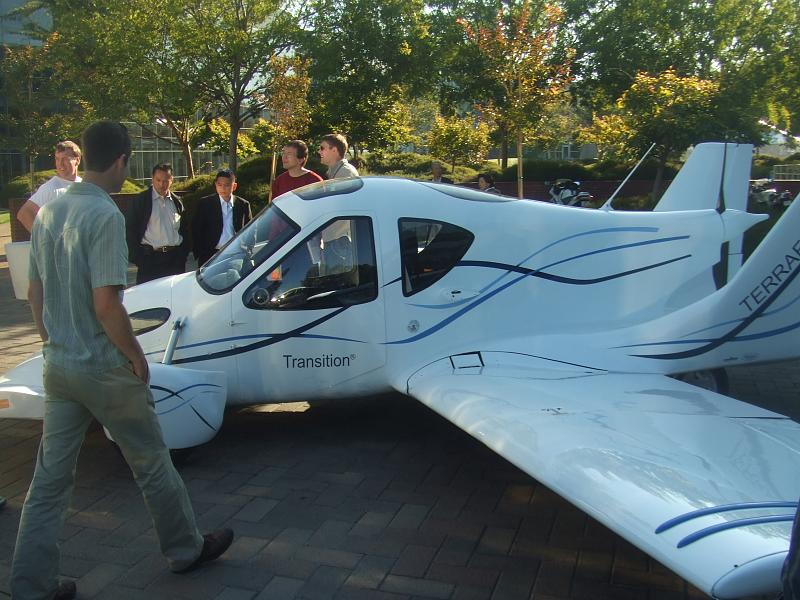
السيارة الطائرة تيرافوجيا ترانزيشن في الطريق.

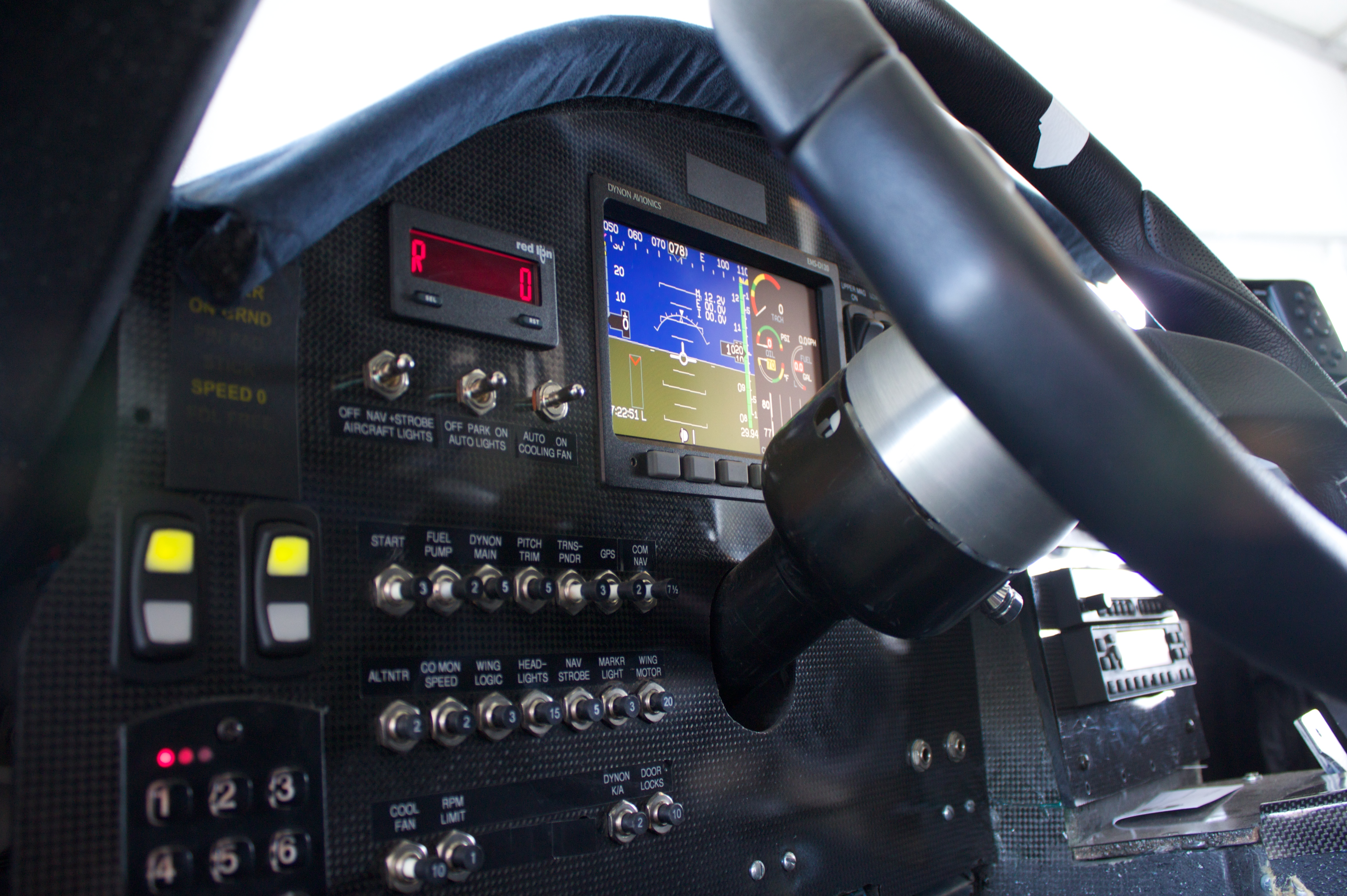
لوحة القيادة مع المقود داخل السيارة الطائرة تيرافوجيا ترانزيشن

تيرافوجيا ترانزيشن هي سيارة طائرة أمريكية مصنوعة من قبل شركة تيرافوجيا قابلة للتحول من طائرة إلى سيارة ومن سيارة إلى طائرة[بحاجة لمصدر]

## المواصفات

### المواصفات في الوضعيتين (السيارة والطائرة)
- المقاعد : 2: مقعد للسائق ومقعد لمرافق بجانبه.
- الخزان : 87 لتر
- الوزن :
  - فارغة : 440 كغ
- الحمولة : 210 كغ
- المحرك : 1 × روتاكس 912 يو أل أس
  - الطاقة القصوى : 75 كيلو وات في 5800 دورة/دقيقة لمدة 5 دقائق
  - الطاقة المستمرة : 71 كيلو وات في 5500 دورة/دقيقة

### في وضعية السيارة
- العرض : 2,3 متر
- الارتفاع : 2,03 متر
- الإستهلاك : 6,7 لتر/100 كم
- السرعة : 105 كم/ساعة

### في وضعية الطائرة
- العرض (باع الجناح) : 8,08 متر
- الارتفاع : 1,98 متر
- الإستهلاك : 18,9 لتر/ساعة
- أطول مسافة ممكنة في الرحلة الواحدة : 787 كم
- سرعة الطيران : 172 كم/ساعة
- سرعة الإنهيار : 83 كم/ساعة
- المسافة في الإقلاع : 762 متر
- الوزن الأقصى في الإقلاع : 650 كغ

## التسويق

### التغيرات في السعر
سعر السيارة الطائرة قد تغير مرتين وهو:
- 14 يوليو 2010 : 000 194 $ ما يوازي 000 150 €
- 3 أبريل 2012 : 000 279 $ ما يوازي 000 213 €[1]

## شهادة الطيران

### الترخيص الممنوح من قبل إدارة الطيران الفيدرالية
تيرافوجيا ترانزيشن قامت بتقديم طلب لأخذ القبول من قبل إدارة الطيران الفيدرالية في 1 يوليو 2012. و قد قبلت إدارة الطيران الفيدرالية بتجاوز الوزن الأقصى من 600 كغ إلى 650 كغ مع الإبقاء على خاصية كون الطائرة طائرة رياضية خفيفة.

و هذا له ما يبرره من خلال حقيقة أن هيكل ومعدات الطائرات تم تكييفها لتلبية المعايير الاتحادية لسلامة المركبات، ولكنها ليست كحالة بقية الطائرات الرياضية الخفيفة.

تحتوي الطائرة على وسائد هوائية (AirBag)، أجزاء امتصاص الطاقة، خلية حماية لزيادة السلامة على الطريق للطيران.

لهذه الطائرة أهمية تجارية كبيرة، لأنه من جهة المال : المشترين سيمرون بامتحان أسهل وأقل كلفة من امتحان سياقة الطائرة الكبيرة (أو التجارية) لأن الطائرة ستكون رياضية خفيفة، وكذلك الوثائق أقل بكثير من وثائق الطائرة العادية، وأخيرا 20 ساعة طيران فقط للتعلم.